# Édith Butler
Pour les articles homonymes, voir Butler.
 (septembre 2013).
Si vous disposez d'ouvrages ou d'articles de référence ou si vous connaissez des sites web de qualité traitant du thème abordé ici, merci de compléter l'article en donnant les références utiles à sa vérifiabilité et en les liant à la section « Notes et références ».
Édith Butler, née Marie Nicole Butler le 27 juillet 1942, est une chanteuse acadienne francophone décorée de l'Ordre du Canada (O.C) et de l'Ordre du Nouveau-Brunswick (O.N.B).

## Biographie
Édith Butler naît le 27 juillet 1942 à Paquetville dans la Péninsule acadienne, comté de Gloucester, Nouveau-Brunswick. Elle obtient un baccalauréat en lettres dans les années 1960, se met à enseigner et complète ensuite une maîtrise en littérature et ethnographie traditionnelle à l'Université Laval en 1969. 

### Carrière en musique
Elle a commencé sa carrière au milieu des années 1960 à Moncton et fut connue à travers le Canada grâce à l'émission Singalong Jubilee. Elle devient rapidement populaire et est invitée à participer aux différents festivals folks du Canada et des États-Unis de 1962 à 1967.
Au début des années 1970, elle représente le Canada à l'Exposition universelle d'Osaka et donne 500 représentations partout au Japon. Après cette période, elle a fait plusieurs tournées notamment en Irlande (1971), en Angleterre et aux États-Unis.
Elle rencontre Lise Aubut en 1973, au moment de la sortie de son premier album Avant d'être dépaysée chez Sony, qui deviendra son imprésario. Depuis cette date, Édith Butler compose les musiques de ses chansons et Lise Aubut écrit la majorité des paroles.
Elle se produit à l'Olympia (1985, 1986), au Théâtre de la Ville,à L'Européen et à La Madeleine[réf. souhaitée].
Au Québec, elle donne des récitals au Patriote (1975, 1977, 1978, 1979), à la Place des Arts (1974, 1979, 1985), participe aux FrancoFolies de Montréal, au Festival d'été de Québec et au Festival western de Saint-Tite.
En 1974, elle fonde la Société de production et de programmation de spectacles (SPPS) avec Lise Aubut, Angèle Arsenault et Jacqueline Lemay, puis les Éditions de l'Arcadie et de l'Acalf (1975) avec Lise Aubut.

Son album Le Party d'Édith reçoit le Félix de l'album le plus vendu en 1986, ... et le party continue! (1986) et Party pour danser (1987) sont tous deux certifiés disques d'or.
Elle remporte en 1981 le Prix international de la chanson puis, en 1983, le Grand prix du disque de l'Académie Charles-Cros grâce à De Paquetville à Paris.
Elle est intronisée au Panthéon canadien des auteurs et compositeurs canadiens en 2007 pour sa chanson « Paquetville ». En 2009, Postes Canada émet un timbre en son honneur dans le cadre de la série « Artistes canadiens de la chanson ».
Elle reçoit ces honneurs: 
- Ordre du Mérite de la culture française (1971)
- Officier de l'Ordre du Canada (1975)
- Ordre de la Pléiade (1978, Nouveau-Brunswick),
- Princesse indienne honorifique de la nation des Abénakis,
- Chevalier de l'ordre national du Mérite de la République française (1999),
- Prix Montfort du ministère du Patrimoine canadien (2004)
- Prix du Gouverneur général de la réalisation artistique (2009)[3]

Elle est revenue à des chansons plus engagées à partir de 1990 (« Drôle d'hiver »...). Ses titres notoires sont plus importants « Grain de mil », « Laissez-moi dérouler le soleil », « Je vous aime, ma vie recommence », « C'est beau l'amour », « C'est une chanson d'amour », « Voguer sur des étoiles de mer », « J'étions fille du vent et d'Acadie », « Escarmouche à Restigouche », « Hymne à l'espoir », « Un million de fois je t'aime » et « Paquetville ».[réf. souhaitée]

### Carrière en théâtre
Butler fait aussi du théâtre en participant à la pièce d'Antonine Maillet Le tintamarre aux côtés de Viola Léger (La Sagouine).

## Discographie

### Albums faits avecJacqueline Lemay
- 1981 : Barbichon, Barbiché (Cet été, Qui chante, La valse des fleurs, Entends la nature, L'étoile de Noël...)
- 1991 : Mon folklore, Vol. 1
- 1993 : Mon folklore, Vol. 2
- 1994 : Mon folklore, Vol. 3

### Compilations
- 1985 : Les grands succès d'Édith Butler
- 1992 : Tout un party (Compilation)
- 1995 : 24, les 27 chansons (Compilation)

### En concert
- 1980 : Paquetteville Live

## Lauréat et nominations

### Gala de l'ADISQ
| Année | Catégorie                                                                           | Pour                                        | Résultat   |
| ----- | ----------------------------------------------------------------------------------- | ------------------------------------------- | ---------- |
| 1981  | microsillon de l'année/folklore et traditionnel                                     | Paquetville                                 | nomination |
| 1982  | artiste s'étant le plus illustré hors-Québec                                        | Édith Butler                                | nomination |
| 1985  | artiste québécois s'étant le plus illustré hors-Québec dans le marché francophone   | Édith Butler                                | nomination |
| 1985  | interprète féminine de l'année                                                      | Édith Butler                                | nomination |
| 1985  | spectacle de l'année - musique et chansons pop                                      | Un million de fois je t'aime                | lauréat    |
| 1986  | artiste québécois s'étant le plus illustré hors du Québec sur le marché francophone | Édith Butler                                | lauréat    |
| 1986  | interprète féminine de l'année                                                      | Édith Butler                                | nomination |
| 1986  | microsillon de l'année - pop                                                        | Le party d'Édith                            | nomination |
| 1986  | microsillon le plus vendu                                                           | Le party d'Édith                            | lauréat    |
| 1987  | artiste québécois s'étant le plus illustré hors du Québec marché francophone        | Édith Butler                                | nomination |
| 1987  | interprète féminine de l'année                                                      | Édith Butler                                | nomination |
| 1987  | microsillon de l'année - pop                                                        | ...Le party continue                        | nomination |
| 1988  | microsillon de l'année - populaire                                                  | Party pour danser                           | nomination |
| 1993  | album de l'année - folklore                                                         | Mon folklore vol. 1 (avec Jacqueline Lemay) | nomination |
| 1995  | album de l'année - folklore                                                         | Mon folklore vol. 3 (avec Jacqueline Lemay) | nomination |
| 2022  | album de l'année - folk                                                             | Le tour de Grand Bois                       | nomination |

### Autres prix
- 1971 - Chevalier de l'Ordre du Mérite de la Culture Française

- 1971 - Chevalier de l'Ordre des Francophones d'Amérique

- 1971 - Princesse abénakise

- 1975 -  Officier de l'Ordre du Canada[14]

- 1978 - Chevalier de l'Ordre de la Pléiade

- 1981 - Prix international Jeune Chanson Française, prix Président de la République

- 1983 - Grand Prix du Disque de l'Académie Charles Cros

- 1985 - Personnalité du journal La Presse

- 1986 - Nellie Award for Best Performance In Radio

- 1994 - Personnalité du journal La Presse

- 1994 - Prix Meritas Acadien

- 1996 - Web d'Or

- 1996 - Membre et Porte-Parole de la Fondation Téléglobe

- 1997 - Prix Dr Helen Creighton Lifetime Achievement Award

- 1999 - Chevalier de l'Ordre National du Mérite de la République Française

- 2003 - Prix Hommage aux Prix les Éloizes

- 2004 - Prix Montfort

- 2007 - La chanson Paquetville entre au Panthéon des auteurs-compositeurs canadiens

- 2009 - Prix des Arts de la Scène du Gouverneur Général

- 2009 - Timbre-poste à son effigie

- 2010 - Prix Excellence de la SOCAN

- 2012 - Titre de Grand diplômé de l'Université de Laval

- 2012 - Ordre du Mérite des diplômées et diplômés de l'Université de Moncton

- 2012 - Prix Excellence des Arts de la Scène du lieutenant-gouverneur du Nouveau-Brunswick

- 2013 -  Ordre du Nouveau-Brunswick[15],[16]

- 2019 - Intronisée au Panthéon des Auteurs et des Compositeurs du Canada pour l’ensemble de son œuvre
- 2022 - Prix hommage aux Éloizes[17]
- 2023 -  Chevalière de l'Ordre national du Québec[18]
- 3 disques de platine

- 5 disques d'or

- Membre du Conseil des Arts du Canada

- Docteur Honoris Causa en Musique - Université de Moncton

- Docteur Honoris Causa en Lettres - Université du Nouveau-Brunswick

- Docteur Honoris Causa en Lettres - Université Acadia